# Paweł Muchowski
Paweł Muchowski (ur. 22 marca 1781 w Krasnymstawie, zm. 13 maja 1862) – polski wojskowy, generał powstania listopadowego.

## Życiorys
Walczył w insurekcji kościuszkowskiej, potem w wojnach napoleońskich. W 1808 został odznaczony Złotym Krzyżem Orderu Virtuti Militari.
W 1814 za obronę Soissons otrzymał krzyż oficerski orderu Legii Honorowej. Posiadał też Order Cesarski Zjednoczenia. Po abdykacji Napoleona wstąpił do armii Królestwa Kongresowego, dochodząc do stopnia podpułkownika.
26 lipca 1831 awansowany na generała brygady, od 28 września 1831 do 5 października 1831 był dowódcą 1 Dywizji Piechoty (po objęciu naczelnego dowództwa powstania przez Macieja Rybińskiego). Po upadku powstania przez pewien czas chorował, potem złożył przysięgę wierności i pozostawał w armii do 1833.
Pochowany na cmentarzu cywilnym na Powązkach, w kwaterze 18-5.